# Будович, Эдуард Михайлович
Эдуард Михайлович Будович (1949 — 1998) — советский и украинский шахматист, мастер спорта СССР (1977), заслуженный тренер Украины.

## Биография
Родился семье портного Михаила Абрамовича Будовича и учительницы Лии Моисеевны. До 8 класса учился в средней школе № 25, научился играть на нескольких музыкальных инструментах, особенно на гитаре и пианино. Занимался шахматами во Дворце пионеров у тренера А. Р. Аронова. В 1966 закончил среднее образование в школе № 20. Окончил гидромелиоративный факультет Херсонского сельскохозяйственного института, после чего в 1973 некоторое время работал мастером в строительной организации. В конце 1960-х был трёхкратным чемпионом Херсона, в 1976 во время службы в Советской армии стал чемпионом Сызрани. Норму мастера спорта выполнил на Всеукраинском чемпионате профсоюзов в Одессе. Также в составе сборной области участвовал в спартакиаде УССР. При этом с 1975 состоял первым директором Херсонского областного шахматного клуба, в 1985 открыл при клубе ДЮСШ шахмат. С 1986 возглавляемый им областной дворец шахмат открывает филиалы в населённых пунктах Цюрупинск, Геническ, Белозёрка, Голая Пристань, Станислав, Музыковка, Новая Каховка.
После развала Советского Союза клуб столкнулся с огромными трудностями, однако Э. М. Будович принимает решение стать депутатом городского совета, и добивается перевода клуба из профсоюза в городской исполнительный комитет. В 1994 в паре с одноклубником В. Ю. Казакевичем стал чемпионом мира по белоту, обыграв в финале А. Е. Карпова и А. С. Дреева. С 1994 до 1996 занимался тренерской деятельностью, среди учениц выделились И. Г. Гапоненко, Н. А. Жукова, А. М. Борсук. В 1998 на 220-летие Херсона проводит сеанс живых шахмат.
Со своей будущей женой он также познакомился на шахматном турнире, где она как шахматистка 3-го разряда играла в первенстве города. Впоследствии у них родился сын Дмитрий Эдуардович Будович. В Херсоне до 2020 года проводились мемориалы Э. М. Будовича.